# 指相撲

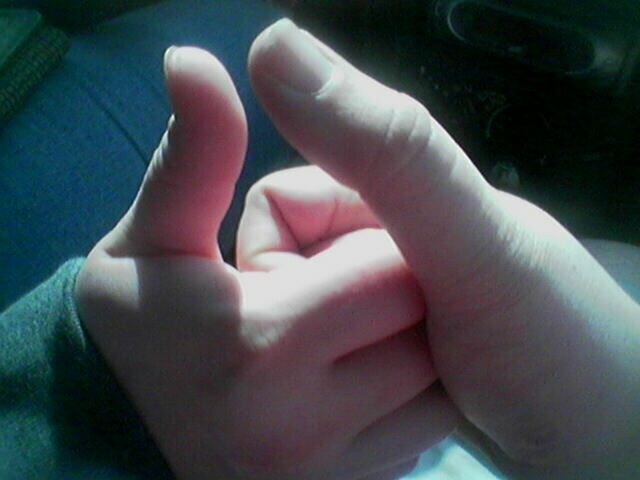
指相撲

指相撲（ゆびずもう、英: Thumb wrestling）は、親指の力と器用さを競う遊びまたは競技の一つである。古くは「拇戦」（ぼせん）と呼ばれた。ドイツのバイエルン地方では、数百年ほどの歴史を持つ指相撲「フィンガー・ハークルン」が存在する。ゲームデザイナーのジェイン・マクゴニガルは、『“大規模多人数同時参加型”指相撲?』（英: Massively multi-player...themb-wrestling?）というタイトルでの公演をTED Talkで行っている。

## 基本的なルール
- 二人対戦[2]。
- 同じ側の手（右手なら右手、左手なら左手）を互いに出し、親指（拇指）以外の他の4本の指を曲げて組み合う[2]。
- 合図とともに勝負を始め、相手の親指の第一関節を、自身の親指だけで押さえつけたほうが勝利[2][5]。ただし、肘は台の上か胴についていなければならない[2]。